# Чирвінська Марина Володимирівна
Чирвінська Марина Володимирівна (14 [27] травня 1912 року, Київ — 2 січня 1994 року, Київ) — українська радянська науковиця-геолог, геофізик, інженер-геолог тресту «Укргеофізрозвідка», Герой Соціалістичної Праці (1966), лауреатка Державної премії УРСР в галузі науки і техніки (1971).

## Життєпис
Народилася 14 (27) травня 1912 року в місті Києві в сім'ї геологів Володимира Миколайовича Чирвинського (1883—1942) і Олени Іванівни.
З 1922 року навчалася в неповній середній школі Києва і на курсах з підготовки до інституту.
У 1930—1935 роках навчалася в Київському гірничо-геологічному інституті. Дипломний проект був на тему «Попередня розвідка на флюсові вапняки в районі села Каракуба».
З 1935 року працювала оператором і геологом в місті Баку, в тресті «Орджонікідзенафта».
У 1938—1941 роках працювала геологом в Українському геологічному управлінні, одночасно була асистентом кафедри силікатів Київського політехнічного інституту, читала курс кристалооптики.
Під час війни була в евакуації в місті Бугуруслані, працювала в Державному союзному геофізичному тресті (ДСГТ) — обчислювачем, інтерпретатором і начальником електророзвідувальних партій, керівником камерального бюро.
З 1945 року працювала в Українському відділенні ДСГТ (реорганізований в трест «Укрнафтофізика») на посадах — начальник тематичної партії, головний геолог тресту «Укрнафтофізика» (1951—1975), інженер тематичної партії тресту (1975—1986).
У 1963 році захистила в Москві, у ВНІГНІ кандидатську дисертацію по темі: «Глибинна будова Дніпровсько-Донецької западини за даними геофізичних досліджень (в зв'язку з нафтогазоносністю)».
У 1964 році брала участь в складанні міжнародних тектонічної і геологічної карти Європи.
У 1967 році брала участь в роботі Міжнародного нафтового конгресу в Мексиці і на Кубі.
У 1986 році вийшла на пенсію. Померла 2 січня 1994 року в Києві, похована на Лук'янівському кладовищі.

## Пам'ять
У Києві, на будинку № 25 по Бутишевому провулку, де вона жила з 1972 року, встановлена меморіальна дошка.

## Інтернет-ресурси
- К 100-летию со дня рождения М. В. Чирвинской, 2012.
- Библиография